# Coleorrhyncha
Los coleorrincos (Coleorrhyncha) son un grupo tradicionalmente considerado como un suborden de Hemiptera,  aunque hay clasificaciones alternativas en donde es tratada como un  infraorden  dentro del  suborden Prosorrhyncha, en tal caso se llama  Peloridiomorpha (ver Heteroptera y Prosorrhyncha). 
El grupo incluye una sola familia (Peloridiidae), de origen gondwánico, con solo 13 géneros y menos de  30 especies.  Son pequeños, de 2-4 mm de longitud , raramente vistos, peculiarmente grumosos, achatados, hallados en Chile, Argentina patagónica, Nueva Zelanda, este de Australia, isla de Lord Howe, Nueva Caledonia.  Todas las spp. de Peloridiidae  no vuelan, excepto una.  Su distribución actual sugiere que existían antes de la fractura de  Gondwana,  y su relación con Heteroptera  se data al menos en el Pérmico Superior, más de 230 m.a. atrás.
Se encuentran pelorididos entre musgos  y hepáticas (Marchantiophyta, comúnmente asociadas con  hayas del sur. Se las conoce como bicho del musgo, por su hábito de alimentarse de musgos.